# Altes Rathaus (Kronach)

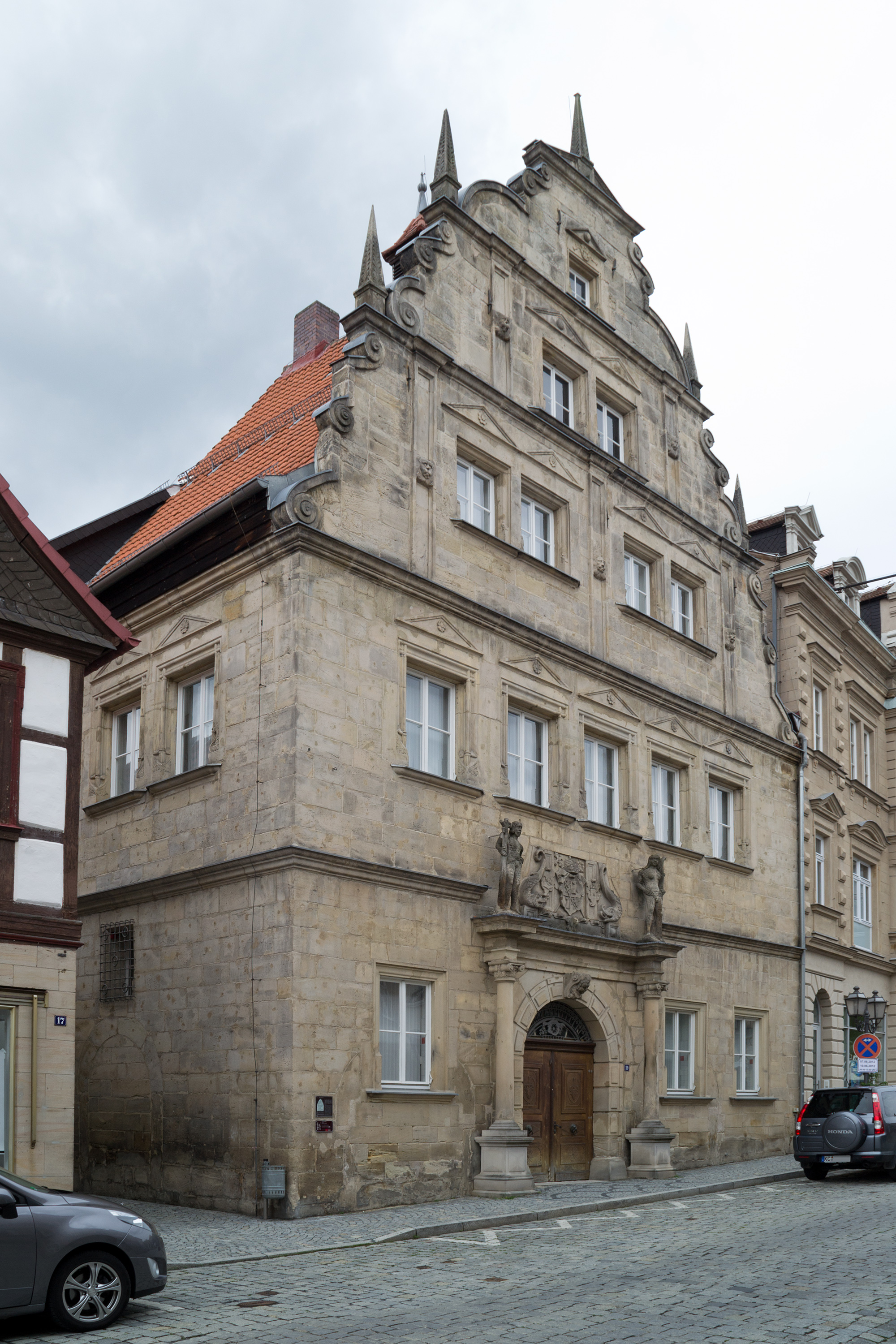
Ostseite des Alten Rathauses

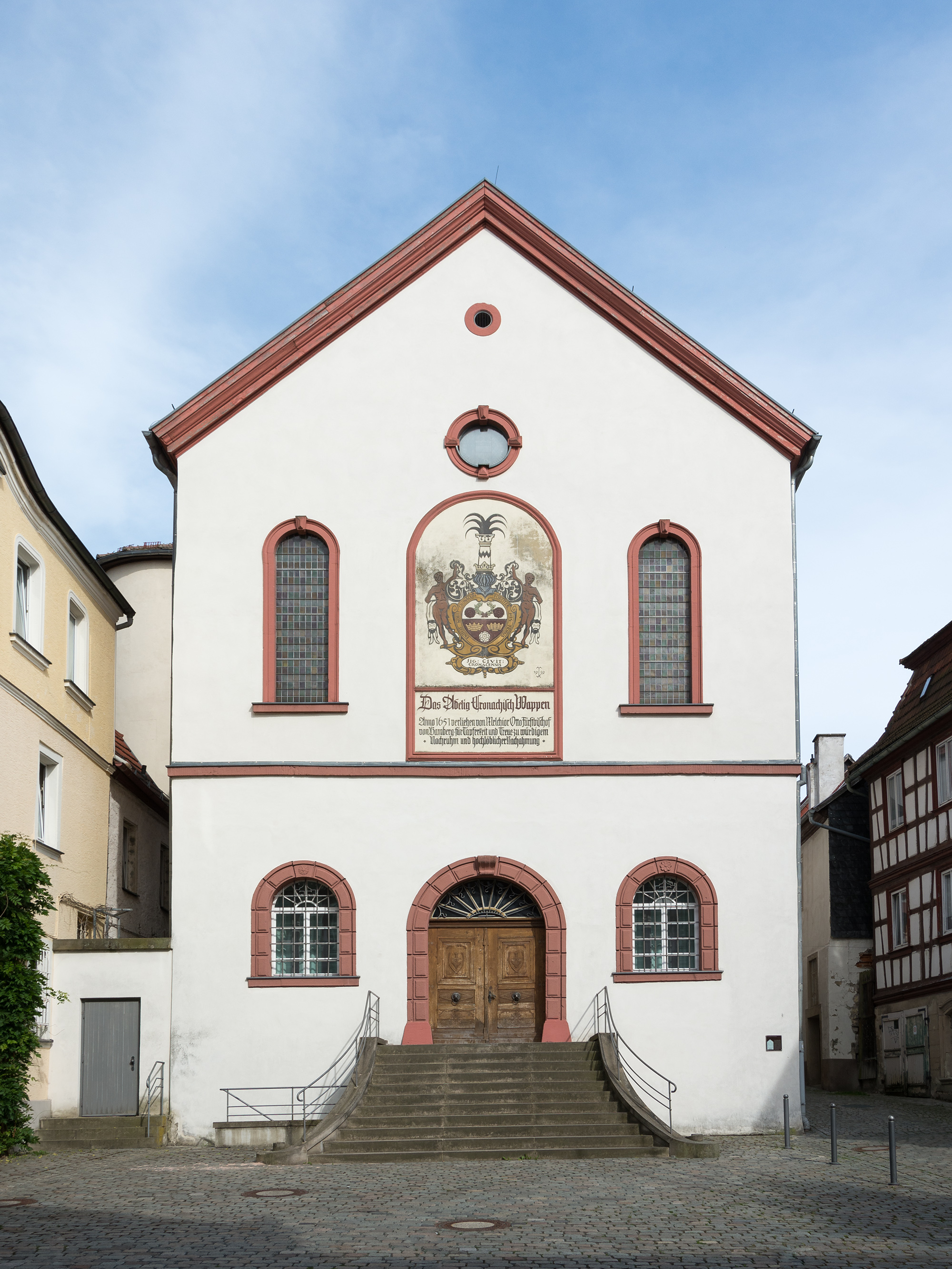
Westseite des Gebäudes

Das Alte Rathaus ist ein denkmalgeschütztes Gebäude in der Altstadt der oberfränkischen Stadt Kronach in Bayern.

## Lage
Der Ostteil des Alten Rathauses mit den ehemaligen Verwaltungs- und Repräsentationsräumen befindet sich in der Lucas-Cranach-Straße 19 in Kronach. Das Gebäude erstreckt sich in Ost-West-Richtung bis zur parallel zur Lucas-Cranach-Straße verlaufenden Amtsgerichtsstraße, wo dem Westteil des Gebäudes ein kleiner Platz vorgelagert ist.

## Geschichte und Baubeschreibung
Ein Großteil des Alten Rathauses wurde im Laufe des 16. Jahrhunderts errichtet. Das Untergeschoss des Westbaus, das früher als Markthalle diente, entstand vermutlich im Jahr 1512. Die ältesten Gebäudeteile zeigen die Jahreszahlen 1542 an einer hölzernen Säule in der Markthalle und 1597 im Türsturz des Einganges in der Rathausgasse. Der Ostteil des Gebäudes mit seiner Renaissancefassade wurde weitgehend im Jahr 1583 erbaut. Die Pläne hierfür stammen wahrscheinlich von Baumeister Daniel Engelhardt, der in Kronach unter anderem auch am Ausbau der oberhalb der Altstadt gelegenen Festung Rosenberg beteiligt war. Das Portal an der Ostseite wurde um 1600 in die Fassade eingefügt, nach einer Beschreibung der Gebrüder Stöhr von 1825 stand über einer Seitentür neben der Jahreszahl 1597 der Name des Baumeisters „Bartholomeus Bauschmid Baumäsder D.Z.“. Es wird von zwei ionischen Säulen flankiert, über denen die Skulpturen zweier vollständig behaarter Wesen stehen, der „Wilde Mann“ und die „Wilde Frau“. Zwischen den beiden Skulpturen befindet sich ein Sandsteinrelief mit dem Wappen des Bamberger Fürstbischofs Johann Philipp von Gebsattel, das von den Wappen der Stadt Kronach und des Amtshauptmanns Hans Veit II. von Würtzburg flankiert wird. Als Schildhalter dienen zwei Delfine.
Das Kronacher Stadtwappen hat die Form, wie sie vor 1651 verwendet wurde. In diesem Jahr verlieh Fürstbischof Melchior Otto Voit von Salzburg der Stadt ein neues Wappen als Ehrung für die Tapferkeit ihrer Bewohner bei der Verteidigung Kronachs während des Dreißigjährigen Krieges. Eine Darstellung dieses neuen Stadtwappens ist im oberen Bereich der Westfassade des Gebäudes zu sehen. Dieser obere Teil des Westbaus wurde im Jahr 1726 errichtet, die Pläne hierfür gehen jedoch bereits auf das Jahr 1661 zurück. Auch im Innenbereich des Ostteils wurden 1726 verschiedene Umbauten vorgenommen. Weitere größere Umbauarbeiten, bei denen unter anderem das Eingangsportal erhöht und die Außentüren erneuert wurden, erfolgten im Jahr 1827. Mehrere rundbogige Öffnungen im Erdgeschoss an der Ostseite des Gebäudes, die als Zugänge zur Waage oder zu den in der Markthalle untergebrachten Fleischbänken der Kronacher Metzger dienten, wurden 1890 verschlossen und teilweise durch rechteckige Fenster ersetzt. Das Rathaus erhielt zu dieser Zeit die erste Micro-Telephon-Anlage.
Im Jahr 1895 wurde der ehemalige Sitzungssaal im Ostteil des Gebäudes durch ein Mezzanin aufgestockt. Die vielfältigen Baumaßnahmen erstreckten sich auf das gesamte Gebäude, 500 m² Wandflächen wurden neu verputzt, Decken mit Rohrmattengeflecht versehen, verputzt und weiß getünscht. Der Flur und andere Bereiche erhielten 425 m² Ölfarbanstrich, sowie „386 m² Wandanstrich in guter Leimfarbe“, alle Fenster- und Türschläge und Holzbereiche wurden überarbeitet.
Im Laufe des 20. Jahrhunderts wurden mehrere Um- und Ausbauten für Verwaltungszwecke geplant, jedoch nur zum Teil durchgeführt. Im April 1902 traten erhebliche statische Schwierigkeiten auf, an verschiedenen Stellen des Rathaussaals und den Umfassungsmauern waren „nicht unbedenkliche Risse“ zu erkennen, die mit angebrachten Verankerungen nicht zum Stillstand gebracht werden konnten. Nach einem regen Briefverkehr erfolgte 1908 eine Visitation durch die Königliche Regierung mit dem Beschluss, die Archivalien auf die Festung Rosenberg zu verlagern, und dem Vorschlag, für Sitzungen vom Sitzungszimmer auf den Festsaal auszuweichen. Der Zustand der Aborte wurde als schlecht und unwürdig geschildert, die Geruchsbelästigung sei „hygienisch bedenklich“. Planungen des Jahres 1909 zur Gewährleistung der Standsicherheit des Saalbaus durch das Einbringen einer Eisendecke-Betondecke im Erdgeschoss sollten im September 1912 nach Magistratsbeschluss und für 24.000 Mark umgesetzt werden. Nach deutlichen Differenzen zwischen der oberen Denkmalschutzbehörde in München und der Stadt Kronach zur Erhaltung „der alten Eichenholzsäulen mit ihren Reminiszenzen an die Gotik gemischt mit Motiven der Frührenaissance und der ½ Jahrtausend alten Fleischmarkthalle“ wurde vom Königlichen Bezirksamt Kronach zum 6. Juni 1913 die Baugenehmigung verweigert und im November 1917 von der Königlichen Regierung von Oberfranken in Bayreuth bestätigt. Ab 1919 konnten nach Magistratsbeschlüssen das Arbeitsamt in das Detsch'sche Anwesen verlagert und eine Polizeiwache in den freigewordenen Räumen eingerichtet werden, es folgten weitere Sanierungsmaßnahmen, 1930 wurde das Rathausdach erneuert. Das Stadtwappen an der Westfassade entstand 1926. 1970 wurde der 190 m² große Rathaussaal mit einem finanziellen Aufwand von 25.000 DM vollständig renoviert. Nach dem Umzug der Kronacher Stadtverwaltung in einen von 1972 bis 1975 errichteten Neubau am Marktplatz dient das Alte Rathaus nach umfassenden Sanierungen von 1979/1980 und in den Jahren 1998 bis 2001 vor allem als Veranstaltungsraum.